# Hong Kong nos Jogos Olímpicos de Verão de 1992
Hong Kong participou dos Jogos Olímpicos de Verão de 1992 em Barcelona, Espanha.